# Wiesław Otta
Wiesław Janusz Otta (ur. 7 lipca 1948 w Starogardzie Gdańskim, zm. 1 lutego 1997 w Poznaniu) - prof. dr hab., polski naukowiec, ekonomista specjalizujący się w zakresie przedsiębiorstw w sferze wymiany zagranicznej, funkcjonowania turystyki zagranicznej, praktyki i teorii przekształcania gospodarki administracyjnie kierowanej w wolnorynkową oraz problematyce regulacji zachowań przedsiębiorstw w gospodarce postsocjalistycznej. Przez całą karierę naukową związany był z poznańską Akademią Ekonomiczną.

## Życiorys

### Młodość
Był synem Wandy z domu Szczełkun i Tadeusza w Starogardzie Gdańskim, gdzie jego ojciec pracował w jednostce wojskowej. W związku z przenosinami ojca na kolejne placówki, przeprowadził się później do Bydgoszczy, a następnie do Poznania, gdzie osiadł już na stałe. Po ukończeniu szkoły podstawowej, podjął naukę w I Liceum Ogólnokształcącym im. Karola Marcinkowskiego w Poznaniu. Podczas edukacji szkolnej wyróżniał się wysokimi wynikami w nauce z większości przedmiotów. Po zdaniu matury w 1966 podjął studia w Wyższej Szkole Ekonomicznej w Poznaniu. Stopień zawodowy magistra uzyskał w 1971.

### Kariera naukowa
Uzyskawszy magisterium, podjął w 1971 pracę jako asystent w Wyższej Szkole Ekonomicznej, która trzy lata później została podniesiona do rangi akademii. Z uczelnią tą związany był do końca życia, uzyskując kolejno stanowiska asystenta, adiunkta, docenta i profesora nadzwyczajnego. Spodziewany awans na profesora zwyczajnego uniemożliwiła przedwczesna śmierć.
W 1976 uzyskał stopień naukowy doktora nauk ekonomicznych na podstawie pracy Marketing w strukturze organizacyjnej przedsiębiorstwa, awansując tym samym w hierarchii akademickiej na adiunkta. W latach 1981, 1982-83 i 1984 był przewodniczącym Wydziałowej Komisji Praktyk Studenckich. W 1987 uzyskał stopień naukowy doktora habilitowanego ekonomii w zakresie ekonomiki handlu zagranicznego na podstawie rozprawy Zachowanie się przedsiębiorstw handlu zagranicznego. Przyczynek do teorii przedsiębiorstwa w gospodarce socjalistycznej. Następnie otrzymał stanowisko docenta. W 1989 r. wyróżniono go Nagrodą Ministra Edukacji Narodowej. W 1992  awansowano go na stanowisko profesora nadzwyczajnego. W 1996 otrzymał z rąk Prezydenta RP tytuł naukowy profesora. Wypromował ok. 100 magistrów i jednego doktora.
Był członkiem Towarzystwa Naukowego Organizacji i Kierownictwa, Polskiego Towarzystwa Ekonomicznego, Journal of European Business Education (w latach 1995-1997 zasiadał w Radzie Programowej), European International Business Academy, Strategic Management Society i European Association for Evolutionary Political Economy.
Władał rosyjskim, angielskim, niemieckim i hiszpańskim.

### Śmierć
Zginął tragicznie 1 lutego 1997 na skutek wypadku samochodowego w Antoninku. Pochowany został na cmentarzu piątkowskim.

## Ważniejsze publikacje
- Zachowanie się przedsiębiorstw handlu zagranicznego. Przyczynek do teorii przedsiębiorstwa w gospodarce socjalistycznej, Poznań 1986.
- Regulacja sfery turystyki zagranicznej. Przyczynek do teorii regulacji systemów gospodarczych, Poznań 1991 (wspólnie z Marianem Gorynią).
- Droga do rynku. Aspekty mikroekonomiczne, Poznań 1994.

## Wypromowane przewody doktorskie
- Mgr Tomasz Grabowski Zachowanie przedsiębiorstwa w okresie transformacji systemu ekonomicznego. Studium przedsiębiorstw wschodnioniemieckich, 17.03.1995.